# Wolfforth, Texas
Wolfforth là một thành phố thuộc quận Lubbock, tiểu bang Texas, Hoa Kỳ. Năm 2010, dân số của xã này là 3670 người.

## Dân số
- Dân số năm 2000: 2554 người.
- Dân số năm 2010: 3670 người.